# Christine de Pizan
Christine de Pizan of Pisan (Venetië ca. 1364/1365 – klooster van Poissy ca. 1430) was een Franstalige schrijfster van Italiaanse afkomst. Nadat ze op 25-jarige leeftijd weduwe was geworden, begon ze met schrijven om haar familie te onderhouden. Daarmee was ze een van de eerste vrouwen die een professionele literaire carrière begon en werd ze een prominente moralist en politiek denker in middeleeuws Frankrijk. Ze genoot als auteur de bescherming van leden van het hof van koning Karel VI van Frankrijk en schreef ook werken voor hen in opdracht. Ze schreef onder andere talrijke gedichten over hoofse liefde, een biografie van Karel V van Frankrijk, en verscheidene werken waarin zij opkwam voor vrouwen.

## Levensloop
De meeste informatie over het leven van Christine de Pizan kennen we uit haar werk, dat voldoende gegevens bevat om haar levensloop te kunnen volgen. Alhoewel haar geboortejaar een twistpunt blijft, gaat men ervan uit dat ze in 1364 werd geboren in Venetië. Haar vader Thomas de Pizan was als medicus en astroloog verbonden aan de universiteit van Bologna, maar vertrok in 1365 naar het hof te Parijs op verzoek van de Franse koning Karel V, die hem een baan had aangeboden als lijfarts en astroloog. In 1368 volgde zijn gezin hem naar Frankrijk, onder wie ook Christine.
In 1379, op vijftienjarige leeftijd, trouwde Christine met de edelman Etienne du Castel, een koninklijke secretaris aan het hof. Alhoewel het huwelijk door haar ouders was gearrangeerd, bleek Etienne een goede huwelijkskandidaat. Hun huwelijk was gelukkig en het echtpaar kreeg drie kinderen.
Toen sloeg echter het noodlot toe, want binnen enkele jaren verloor Christine haar dierbaren. Een van haar zoons stierf jong, vervolgens overleed in 1380 koning en haar vaders beschermheer Karel V, waarna Thomas de Pizan in 1385 zelf stierf. Ten slotte gevolgd door haar echtgenoot Etienne, die in 1390 overleed aan de pest. Op Christine rustte de zware taak om voor het inkomen te zorgen van haar gezin, moeder en een nicht die onder haar zorg geplaatst was. Ze werkte een aantal jaren als kopiist van manuscripten en koos vanaf 1399 voor het schrijverschap om in haar levensonderhoud te voorzien.
Deze beslissing kwam niet uit de lucht vallen. Ten eerste had Christine een goede opleiding genoten aan het hof van Karel V, want haar vader moedigde haar aan om de lessen bij te wonen die hij gaf aan haar jongere broers. Ze leerde naast Frans lezen ook Frans schrijven, wat niet gebruikelijk was voor meisjes van haar stand. Daarnaast was ze bekend in kringen aan het hof, hetgeen haar gemakkelijk opdrachten verschafte van hooggeplaatste personen als de hertogen van Bourgondië en koningin Isabella van Beieren. Deze opdrachten vanuit het hof fungeerden als haar broodwinning.
Na de Slag bij Azincourt in 1415 (ten tijde van de Honderdjarige Oorlog) en de daaropvolgende bezetting van Parijs door de Engelsen, trok Christine zich terug in een klooster, waarschijnlijk het klooster in Poissy, buiten Parijs, waar haar dochter non was. Haar exacte sterfdatum noch de omstandigheden van haar dood zijn bekend, maar ze stierf daar waarschijnlijk rond 1430.

## Werk

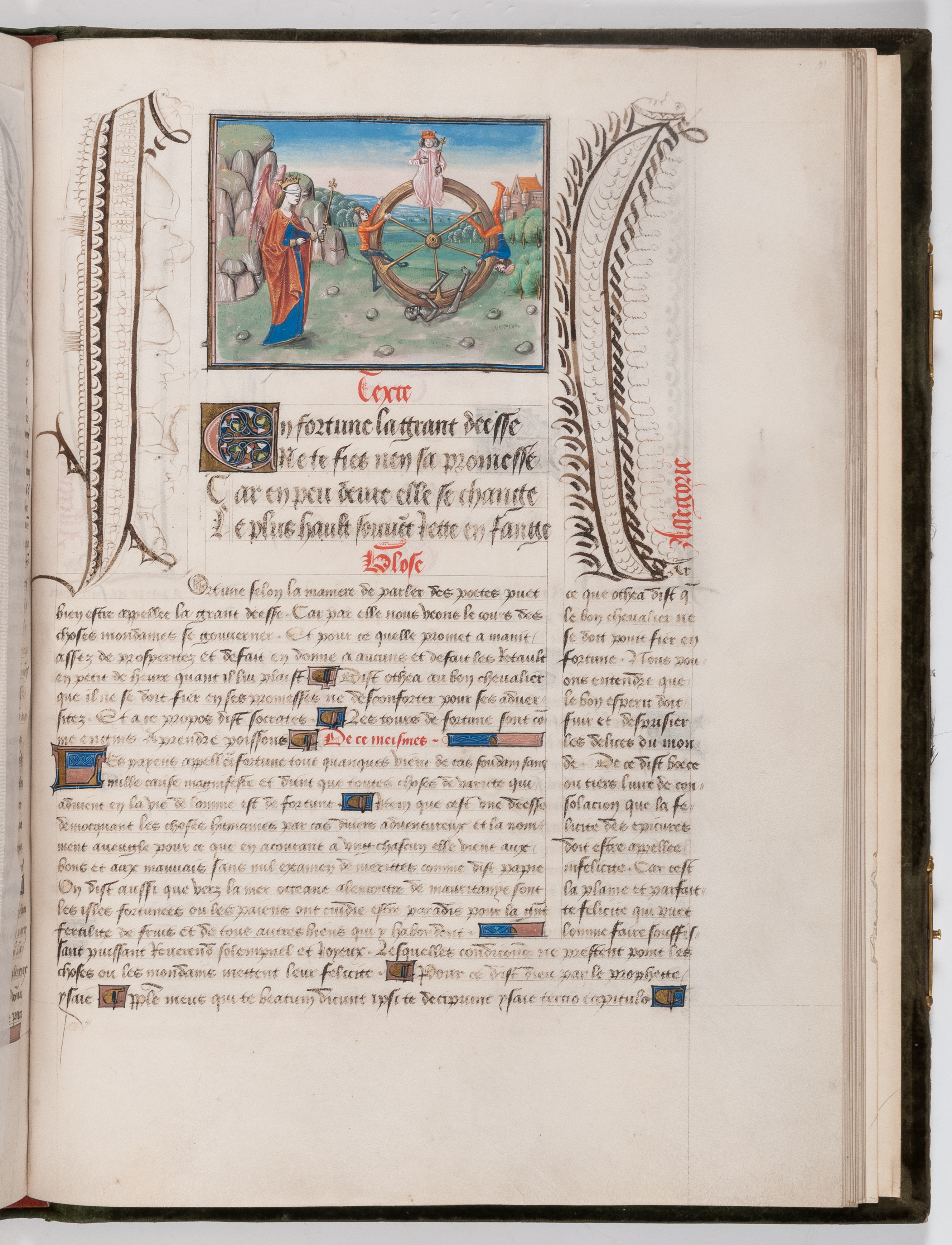
Christine de Pizan, Folio 41r 'Wheel of Fortune' from Epitre d'Othéa; Les Sept Sacrements de l'Eglise, c. 1455 at Waddesdon Manor

Christine de Pizan kon voor haar werken putten uit de enorme collectie boeken aanwezig in de koninklijke bibliotheek aan het hof, die ze wederom dankzij haar goede contacten kon betreden. Voor zover haar vader tijdens zijn de lessen nog geen aandacht had besteed aan het oeuvre van enkele klassieke auteurs, bood de koninklijke bibliotheek haar ruimschoots de gelegenheid deze auteurs te lezen. Karel V had namelijk vele werken uit het Latijn laten vertalen naar het Frans, zodat ze voor een groter publiek toegankelijk waren. Het is bekend dat onder meer vertalingen van de Bijbel, Augustinus' De civitate Dei evenals een groot aantal klassieke auteurs, waaronder Aristoteles, deel uitmaakten van de collectie.

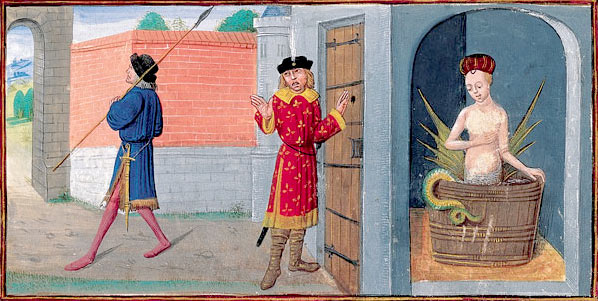
Miniatuur in Roman de Mélusine door de Meester van Guillebert de Mets, 1410.

Een analyse van Christine de Pizans oeuvre laat zien dat Bijbelse verhalen en de klassieke mythologie de voornaamste inspiratiebron voor Christine waren. Ze verwijst herhaaldelijk naar deze verhalen en citeert daarnaast klassieke auteurs als Cicero, Seneca en Ovidius.
Haar omvangrijke oeuvre bestaat uit lyriek, poëzie en proza. In het begin van haar carrière schreef ze vooral lyriek, onder meer de Cent ballades (ca. 1395-1400). In opdracht van Filips de Stoute van Bourgondië schreef ze in 1404 een biografie over Karel V, het Livre des Fais et bonnes Meurs du sage roy Charles V. Door haar stellingname tegen het antifeminisme van middeleeuwse schrijvers als Jean de Meung raakte ze verwikkeld in een literaire polemiek, de Querelle du Roman de la Rose, onderdeel van de bredere discussie over vrouwen, de querelle des femmes. Later schreef ze Livre de la Cité des Dames ter verdediging van de vrouwen en het vervolg Le Livre des trois Vertus als handleiding voor de opvoeding van meisjes uit alle standen.

## Lijst van werken
- Enseignements moraux (1395)
- L'Épistre au Dieu d'amours (1399)
- Epître d'Othéa, déesse de la Prudence, à Hector, chef des Troyens (1399–1400). Bruxelles, 1913. Reproductie van de 100 miniaturen van het ms. 9392 (van de Bibliothèque royale) van Jean Miélot door J. Van den Gheyn
- Dit de la Rose (1402)
- Cent Ballades d'Amant et de Dame, Virelays, Rondeaux (1402)
- Le Chemin de long estude (1403). Vertaald als: De lange weg der studie. Hilversum, Verloren, 2006 ISBN 90-6550-943-7.  Vertaald uit het Frans door René Stuip
- Livre de la mutation de fortune (1403). Paris, Picard, 1959-1969. Publ. d'après les manuscrits par Suzanne Solente. Omvat: T. I: Vers 1-4272; T. II: Vers 4273-13456; T. III: Vers 13457-21248; Vers 21249-23636; T. IV: Vers 21249-23636
- La Pastoure (1403)
- Mémoires ou Livre des faits et bonnes moeurs du sage roi Charles V (1404). Londres, 1785
- Le Livre de la cité des dames (1405)
- Le Livre des trois vertus (1405)
- L'Avision de Christine (1405). Vertaald als: De droom van Christine. Rotterdam, Historische uitgeverij Rotterdam, 1995 ISBN 90-73714-16-8. Vertaald uit het Middel-Frans door Albertine Ponfoort
- Livre du corps de policie (1407)
- Livre des fais d'armes et de chevalerie (1410)
- Livre de paix (1413)
- Epistre de la prison de vie humaine (1418)
- Ditié de Jehanne d'Arc (1429)
- Oeuvres poétiques de Christine de Pisan. Paris, Firmin Didot, 1886-1896. Omvat: T. I: Ballades, virelais, lais, rondeaux, jeux à vendre et complaintes amoureuses. T. II: L'épitre au dieu d'amours ; Le dit de la rose; Le débat de deux amants; Le livre des trois jugements; Le dit de Poissy; Le dit de la pastoure; Épitre à Eustache Morel. T. III: Oraisons; Enseignements et proverbes moraux; Le livre du duc des vrais amants; Les cent ballades d'amant et de dame

## La Cité des Dames

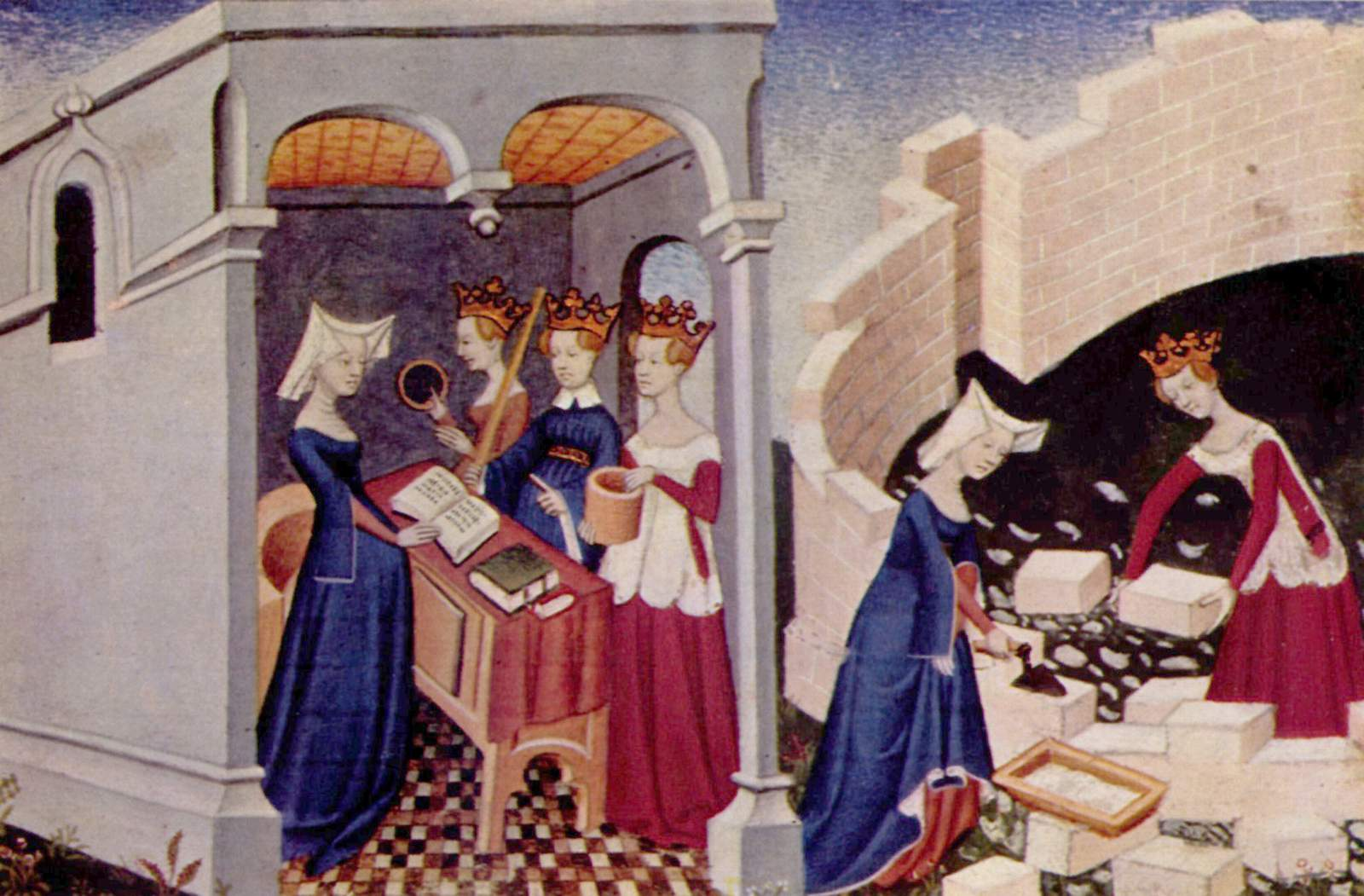
Miniatuur uit het Livre de la Cité des Dames. Links Christine met vrouwe Rede, Rechtvaardigheid en Recht, rechts het bouwen van de stad voor vrouwen.

Christine de Pizan’s belangrijkste en bekendste werk is het Livre de la Cité des Dames (Boek van de stad der vrouwen), geschreven in 1405, een allegorie waarin ze het opneemt voor de vrouw. Christine beschrijft in dit boek hoe ze diep gekwetst was na het lezen van het werk van een zekere Mathéolus. Deze schrijver beledigt het vrouwelijke geslacht en meent dat het van nature zondig is. Diep bedroefd bidt Christine tot God, omdat ze zich afvraagt waarom ze als vrouw, en niet als man geschapen is. Op dat moment verschijnen drie vrouwen aan haar, gezonden door God: Vrouwe Rede, Vrouwe Rechtvaardigheid en Vrouwe Recht. Zij geven Christine de opdracht een stad te bouwen, waarin alle goede en deugdzame vrouwen bescherming kunnen vinden en actief kunnen deelnemen aan de maatschappij. Vervolgens somt Christine allerlei vrouwen op uit zowel de Bijbelse traditie als de klassieke mythologie, die als voorbeeld dienen van deze deugdzame vrouwen.

## Visies op Christine de Pizan
Vandaag de dag wordt er nog steeds onderzoek gedaan naar het werk en leven van Christine de Pizan. Zo zijn in 'The City of Scholars: New Approaches to Christine de Pizan' teksten van verschillende auteurs verzameld die spreken over de Pizan's werk of leven, in historische context of gericht op actuele relevantie.
Magarete Zimmermann acht het mogelijk dat Christine de Pizan juist ging schrijven door haar intense ervaringen met dood, rouw en verlies, waardoor ze een andere rol ging spelen in haar familieleven. Ze werd zich bewust van haar rol als vrouwelijke intellectueel en dit zal bijgedragen hebben aan haar besef van de kracht die het geschreven woord heeft en het belang van de stempel die het drukte op vrouwelijke identiteit in de geschiedenis.
De Pizan omschreef zichzelf in vroegere werken veelvuldig als angstig door anagrammen voor haar naam te gebruiken, zoals ‘Creintis’ (angstig). In de werken van 1403 tot 1405 echter, veranderde haar zelfbeeld van passieve schrijfster gestimuleerd door externe factoren, naar actieve vertaalster van eigen boeken en ideologieën. Lori J Walters ziet De Pizan als een van de unieke vertalers, waarvan de manuscripten, die de fysieke dood van hun schrijvers hebben overleefd, achterblijven als duidelijke getuigen van een groeiende nationale entiteit.
De Pizan had veel aanzien in hoge kringen. Ze heeft in 1404 bijvoorbeeld van de hertog van Bourgondië, de op een na machtigste man van Frankrijk, het verzoek gekregen om een biografie te schrijven van zijn broer, Karel V. Dit was echter niet de eerste keer dat De Pizan voor zoiets belangrijks gevraagd werd. Epistre Othea (1400-1401) is een van de teksten die ze rond het begin van de 15e eeuw geschreven had, gericht aan het koninklijk huis.
Stuip schrijft in Vrouwelijke filosofen (2017) dat haar tijdgenoten waarschijnlijk vooral aandacht hadden voor het feit dat ze een geleerde, schrijvende vrouw was, en dus een uitzondering in de door mannen beheerste wereld van kennis. Hedendaagse bronnen erkennen dat zij een uitzonderlijke vrouw was, getalenteerd, uitgesproken en gerespecteerd door haar beschermheren en vrouwen, koningin Isabella van Beieren en de hertogen van Berry, Boergondië en Orléans. Kate Forhan (2002) stelt dat omdat Christine zo verschillend was van de rest (een vrouw in een wereld gedomineerd door mannen, een Italiaan in een Frans hof, een lid van de professionele klasse in een wereld die hiërarchisch was ingedeeld) ze de maatschappij objectiever kon observeren, en dat dankzij haar kwetsbaarheid de politiek helderder ziet. Ook was ze hoog in prestige en had ze veel bekende schrijvers en denkers als vrienden. Haar literaire erfenis is aanzienlijk, dankzij haar eigen productiviteit, maar ook dankzij haar beschermheiligen die een enorme invloed gehad hebben op haar prestige. In de moderne periode bleef haar reputatie in stand. De eerste erkenning van haar politieke werk was in de 19e eeuw, in Raymond Thomassy’s Essai sur les écrits politiques de Christine de Pisan (1838).
De Pizan was politiek erg betrokken en wilde een positieve bijdrage leveren aan de maatschappelijke moraal en de politiek in haar tijd. Ze is in de 20e eeuw bekend geworden als een ‘proto-feministe’. Dit komt met name doordat verschillende auteurs uit haar Livre de la Cité des dames (1405) opmaakten dat ze de focus legt op de verdediging van vrouwen.
De moderne lezer zal Christine’s tekst als een redelijk conservatief seculier werk zien, terwijl de Cité des dames in Vlaams Brugge in 1475 waarschijnlijk niet overeen zou komen met de algemeen geaccepteerde ideologie.
Christine is vooral bekend binnen de Franse literatuur en vrouwenstudies, daarbuiten is haar werk echter nog vrij onbekend. Martin le Franc schreef in zijn Champion des dames (1442) dat De Pizan, zoals ze zelf ook al had voorspeld, de eeuwige roem zal genieten.
Christine beweerde zelf in Epistre au dieu d’Amours (1399) dat er wellicht enkel wanneer een vrouw begon met schrijven, een krachtig pleidooi voor vrouwelijke emancipatie zou ontstaan. Ze zou in haar schrijven zich niet enkel richten op het herhalen van traditionele argumenten voor morele kwaliteiten van vrouwen. Ze zou ze deze transformeren tot een breder sociaal fundament dat vrouwen in het centrum van het politieke systeem zou plaatsen. Christine volgde de visie van Aristoteles, die stelde dat de verschillen tussen mannen en vrouwen eerder ‘accidenteel’ waren dan ‘essentieel’. Ze vond dat de verschillen in biologische factoren veel minder belangrijk waren dan waar zij aan spirituele factoren overeenkwamen. Brown-Grant schrijft dat De Pizan moderne feministen teleurstelt in haar poging een koppeling te maken tussen de morele gelijkheid van de seksen en het nut van hun sociale, wettige en politieke overeenkomst. Daarentegen kan de context de reden verklaren waarom pro-feministische schrijvers zoals De Pizan niet eisten dat vrouwen een politieke stem kregen. In haar tijd kreeg enkel een klein percentage van de bevolking een kans op onderwijs. Daarom kan gesteld worden dat haar pleidooi naar een plek voor vrouwen in het politieke systeem, de grootste bijdrage van het werk van De Pizan is.

## Vertalingen
- The Book of Fayttes of Armes and of Chyvalrye. London, Milford, Oxford University press, 1932. Vertaald door William Caxton. Deels gebaseerd op werk van Publius Flavius Vegetius Renatus en anderen
- De stede der vrauwen, transcriptie van de Middelnederlandse vertaling uit 1475
- The book of the Duke of true lovers. London, Chatto & Windus, 1908. Vert. van: Livre du duc des vrays amans; the ballads rendered into the original metres by Laurence Binyon & Eric R.D. Maclagan
- The Book of the City of Ladies - Christine de Pizan, vert. Marina Warner & Jeffrey Richards, New York: Persea Books (1982) ISBN 0892550619
- The Book of the City of Ladies, vert. en inl. Rosalind Brown-Grant, London: Penguin Books (1999)